# Motomami
Motomami (estilizado em letras maiúsculas) é o terceiro álbum de estúdio da cantora e compositora espanhola Rosalía, lançado em 18 de março de 2022 pela Columbia Records. Rosalía recrutou os produtores Noah Goldstein, Michael Uzowuru, Dylan Wiggins, Pharrell Williams e o seu colega de longa data El Guincho para criar um álbum conceitual sobre seus sentimentos durante os últimos três anos na forma de suas influências musicais como cantora, especialmente envolvendo a  música latina. Dividido em duas partes, o álbum inclui participações especiais de The Weeknd e Tokischa e é apresentado como o "álbum mais pessoal e confessional de Rosalía até agora".
O álbum teve seis singles, "La Fama" foi lançado em 11 de novembro de 2021 como o primeiro single do álbum, alcançando sucesso tanto da crítica quanto comercial. A canção alcançou o segundo lugar na parada US Hot Latin Songs e alcançou o top 10 na França, El Salvador, Espanha e Panamá. "Saoko" e "Chicken Teriyaki" foram lançados como o segundo e terceiro singles, respectivamente. Outras iniciativas promocionais foram uma estação de rádio em Grand Theft Auto Online e uma perfomance no Saturday Night Live, tornando-se o primeiro ato solo espanhol a ser convidado para o show. Rosalía embarcou na Motomami World Tour em julho de 2022, viajando pela Europa e pelas Américas. Uma edição deluxe do álbum, intitulada Motomami +, foi lançada em 9 de setembro com cinco faixas adicionais, incluindo o hit "Despechá". 
Após seu lançamento, Motomami recebeu aclamação universal dos críticos de música, muitos elogiaram a experimentação de sons e versatilidade de gêneros. O álbum foi o mais bem avaliado e discutido do ano no agregador Metacritic. Entrou em 22 paradas em dezenove países e alcançou o top 10 em sete.
No Grammy Latino de 2022, Motomami venceu na categoria Álbum do Ano, tornando Rosália a primeira mulher a ganhar essa categoria duas vezes. O single "La Fama" foi indicado na categoria Gravação do Ano. Ela também recebeu o prêmio na 65ª cerimônia anual do Grammy Awards como Melhor Álbum de Rock Latino ou Alternativo. Sua falta de indicações em categorias principais foi amplamente criticada.

## Título
O título do álbum é confeccionado como um binômio não aceito. Rosalía afirmou que escolheu nomear seu álbum assim porque "está estruturado em binários, dois tipos de energia contrastante". Ela também explicou que o álbum será "separado em duas partes". Moto é a parte mais divina, experimental, friccional e forte do álbum enquanto Mami é a parte mais real, mais pessoal, confessional e vulnerável. Rosalía também afirmou que "o feminismo está implícito na intenção. Está muito presente em algumas músicas, e talvez nem tanto em outras, porque no final, é toda a jornada emocional dos altos e baixos que um artista pode fazer. Há muito do dia a dia de Rosalía e espera que Motomami "forneça um contrapeso feminista à misoginia na música". Em 2020, Pharrell Williams falou ao podcast Othertone que estava "deslumbrado com o título" e com "o quão bem Rosalía se conhece", e expressou que está "honrado por fazer parte disso".
O título também faz referência à empresa que sua mãe Pilar Tobella dirige, a Motomami SL, que administra atividades em torno da representação artística.

## Composição
Falando com Diego Ortiz para a Rolling Stone, Rosalía descreveu seu próximo álbum como "corajoso" e revelou que a maior influência do álbum tem sido o gênero musical reggaeton. Ela também revelou que seria o "álbum mais pessoal e confessional que eu fiz até agora", girando em torno de temas líricos de metamorfose, sexualidade, desgosto, celebração, espiritualidade, autoestima e isolamento. Este será o primeiro álbum de Rosalía que conta uma história pessoal, já que Los Ángeles é um disco cover de músicas de domínio público e El Mal Querer segue o enredo de Romance de Flamenca. Durante todo o processo de composição, Rosalía se inspirou em Héctor Lavoe, Nina Simone, Patti Smith, Bach, Michéle Lamy, Pedro Almodóvar e Andrei Tarkovsky, entre outros. Sobre os gêneros cantados durante o álbum, Ortiz afirmou que "aqui há espaço para tudo. Cada elemento foi costurado à mão para formar um esqueleto do que a música moderna deve ser: arte e sabor, dembow, champeta, flamenco, bachata, hip- hop, melodias de piano, etc."
Ortiz comparou "o grau de experimentação lírica, rítmica e sonora" com Ill Communication dos Beastie Boys ou Play de Moby, e encontrou semelhanças com Pure Heroine de Lorde e The Downward Spiral de Nine Inch Nails.

## Recepção crítica
| Críticas profissionais | Críticas profissionais |
| Pontuações agregadas   | Pontuações agregadas   |
| Fonte                  | Avaliação              |
| ---------------------- | ---------------------- |
| AnyDecentMusic?        | 8.5/10                 |
| Metacritic             | 94/100                 |
| Avaliações da crítica  |                        |
| Fonte                  | Avaliação              |
| AllMusic               | [ 15 ]                 |
| Clash                  | 9/10                   |
| The Independent        | [ 17 ]                 |
| The Line of Best Fit   | 9/10                   |
| Mondo Sonoro           | 8/10                   |
| NME                    | [ 20 ]                 |
| The Observer           | [ 21 ]                 |
| Pitchfork              | 8.4/10                 |
| Rolling Stone          | [ 23 ]                 |
| The Telegraph          | [ 24 ]                 |

Motomami foi recebido com aclamação generalizada dos críticos musicais, que muitas vezes elogiaram a experimentação do álbum e os sons que misturam gêneros. No Metacritic, que atribui uma classificação normalizada de 100 às resenhas de publicações profissionais, o álbum recebeu uma pontuação média de 94 com base em 17 resenhas, indicando "aclamação universal", tornando-o o álbum mais bem avaliado do site em 2022 e colocando-o como seu 16º melhor álbum de todos os tempos. O agregador AnyDecentMusic? deu 8,5 de 10, com base em sua avaliação do consenso crítico.
Ela é uma visionária no modo de M.I.A. ou Madonna, alguém que usa sua posição dominante para levar a música a novas direções." Ele mostra Rosalía como uma mestra, torcendo as vertentes contraditórias do pop latino e anglo com formas tradicionais e de vanguarda e sons novos em uma abordagem radical gloriosamente articulada que torna a escuta obsessiva". Nathan Evans do The Quietus escreveu que Motomami "se afasta da imagem angelical do trabalho anterior de Rosalía, mexendo no caldeirão para criar uma revisão bizarra de si mesma".
A Pitchfork coroou o Motomami com o prêmio de "Melhor Música Nova", com Julianne Escobedo Shepherd escrevendo: "É raro ouvir um álbum tão experimental, que aspira a se expandir entre gêneros e brincar com a forma, e que atinge exatamente o que define. a alcançar. Rosalía já era uma cantora formidável, mas aqui ela também soa como se tivesse aprendido que com o estrelato global vem a liberdade de definir sua própria agenda".

### Listas de final de ano
| Publicação           | Lista                                                                                   | Posição | Ref.   |
| -------------------- | --------------------------------------------------------------------------------------- | ------- | ------ |
| A.V. Club            | 30 melhores álbuns de 2022                                                              | 4       | [ 29 ] |
| Billboard            | Os 50 melhores álbuns de 2022                                                           | 5       | [ 30 ] |
| Crack                | Os 50 melhores álbuns do ano                                                            | 2       | [ 31 ] |
| Entertainment Weekly | Os 10 melhores álbuns de 2022                                                           | 2       | [ 32 ] |
| The Fader            | Os 50 melhores álbuns de 2022                                                           | 3       | [ 33 ] |
| The Guardian         | Os 50 melhores álbuns de 2022                                                           | 5       | [ 34 ] |
| The Independent      | Melhores Álbuns de 2022                                                                 | 1       | [ 35 ] |
| Los Angeles Times    | Os 20 melhores álbuns de 2022                                                           | 2       | [ 36 ] |
| NME                  | Os 50 melhores álbuns de 2022                                                           | 9       | [ 37 ] |
| The New York Times   | Melhores Álbuns de 2022 por Jon Caramanica e Os melhores álbuns de 2022 por Jon Pareles | 2       | [ 38 ] |
| NPR                  | Melhores Álbuns de 2022                                                                 | 3       | [ 39 ] |
| People               | Os 10 melhores álbuns do ano                                                            | 6       | [ 40 ] |
| Pitchfork            | Os 50 melhores álbuns de 2022                                                           | 6       | [ 41 ] |
| Rolling Stone        | Os 100 melhores álbuns de 2022                                                          | 4       | [ 42 ] |
| Rolling Stone        | Os 20 melhores álbuns de 2022 por Rob Sheffield                                         | 6       | [ 43 ] |
| The Telegraph        | The best albums of 2022 – and the worst                                                 | 1       | [ 44 ] |
| Time                 | Os 10 melhores álbuns de 2022                                                           | 10      | [ 45 ] |
| Variety              | Melhores Álbuns de 2022                                                                 | 1       | [ 46 ] |
| The Washington Post  | Música em 2022: os 10 melhores singles e álbuns do ano                                  | 1       | [ 47 ] |

## Lista de faixas
Adaptado da Apple Music e da SMF Store.
| Motomami – Edição padrão |                                     | |                                                                                        |         |  |
| N.º                      | Título                              | Compositor(es) | Produtor(es)                                                                           | Duração |  |
| 1.                       | "Saoko"                             | Rosalía Vila David Rodríguez Dylan Wiggins Juan Orengo Juan Morera Justin Quiles Michael Uzowuru Noah Goldstein Urbani Cedeño      | Rosalía Noah Goldstein Sir Dylan Michael Uzowuru                                       | 2:17    |  |
| 2.                       | "Candy"                             | R. Vila Adam Feeney Rodríguez Fred Jerkins III Kaan GüneşberkLa Shawn Daniels Rodney Jerkins William Bevan William Ray Norwood Jr. | Rosalía; El Guincho; Tainy; Frank Dukes; Goldstein; Uzowuru                            | 3:13    |  |
| 3.                       | "La Fama" (part. The Weeknd)        | Vila Abel Tesfaye Adam Feeney Marco Masís Alejandro Ramírez Pablo Díaz-Reixa David Rodríguez Dylan Wiggins Noah Goldstein          | Rosalía The Weeknd Frank Dukes Tainy Sky Rompiendo El Guincho Noah Goldstein Sir Dylan | 3:13    |  |
| 4.                       | "Bulerías"                          | R. Vila; Rodríguez; Dylan Wiggins; José Miguel Vizcaya Sánchez; Goldstein                                                          | Rosalía Goldstein Wiggins                                                              | 2:35    |  |
| 5.                       | "Chicken Teriyaki"                  | R. Vila Kamaal Ibn John Fareed Ramírez Díaz-Reixa Rodríguez; Uzowuru                                                               | Rosalía; El Guincho; Rompiendo; Uzowuru; Goldstein                                     | 2:02    |  |
| 6.                       | "Hentai"                            | R. Vila; Pharrell Williams; Chad Hugo; Jacob Sherman; Larry Gold; Uzowuru; Rodríguez; Wiggins                                      | The Neptunes; Rosalía; Uzowuru; Goldstein; Wiggins                                     | 2:42    |  |
| 7.                       | "Bizcochito"                        | R. Vila Rodríguez Uzowuru | Rosalía Uzowuru Rodríguez                                                              | 1:49    |  |
| 8.                       | "G3 N15"                            | R. Vila Cory Henry Goldstein Rodríguez Wiggins                                                                                     | Rosalía Goldstein Wiggins Uzowuru                                                      | 4:12    |  |
| 9.                       | "Motomami"                          | R. Vila Williams Rodríguez Uzowuru                                                                                                 | Rosalía The Neptunes Uzowuru                                                           | 1:01    |  |
| 10.                      | "Diablo"                            | R. Vila Feeney Blake Díaz-Reixa Rodríguez Goldstein Uzowuru Nick León                                                              | Rosalía Frank Dukes Goldstein El Guincho Nick León Rodríguez                           | 2:45    |  |
| 11.                      | "Delirios de Grandeza"              | R. Vila; Rodríguez; Uzowuru | Rosalía; Uzowuru                                                                       | 2:35    |  |
| 12.                      | "Cuuuuuuuute"                       | R. Vila; Goldstein; Rodríguez; Wiggins; So Y Tiet                                                                                  | Rosalía; Tayhana; Goldstein; Wiggins                                                   | 2:30    |  |
| 13.                      | "Como un G"                         | R.Vila; Feeney; Blake; Díaz-Reixa; Rodríguez; Goldstein                                                                            | Rosalía; Dukes; Goldstein; Wiggins; Blake                                              | 4:22    |  |
| 14.                      | "Abcdefg"                           | R. Vila | Rosalía                                                                                | 1:05    |  |
| 15.                      | "La Combi Versace" (part. Tokischa) | R. Vila; Alejandro Ramírez Suárez; Rodríguez; Masís; Uzowuru; Díaz-Reixa; Williams; Teo Halm                                       | Rosalía; Williams; Uzowuru; Goldstein; El Guincho; Sky Rompiendo; Tainy; Halm          | 2:40    |  |
| 16.                      | "Sakura"                            | R. Vila; Goldstein; Rodríguez | Rosalía; Goldstein; Rodríguez                                                          | 3:21    |  |
| Duração total:           | Duração total:                      | Duração total: | Duração total:                                                                         | 42:17   |  |

| Motomami+ – Edição deluxe |                                         |                                  | |                                                                                            |         |  |
| N.º                       | Título                                  | Letras                           | Música | Produtor(es)                                                                               | Duração |  |
| 13.                       | "Abcdefg"                               | R. Vila Tobella                  | R. Vila Tobella | Rosalía                                                                                    | 1:05    |  |
| 14.                       | "La Combi Versace" (part. Tokischa)     | R. Vila Tobella Peralta Juárez   | R. Vila Tobella Díaz-Reixa Williams Halm Uzowuru Suárez Masís D. Rodríguez                                                              | Goldstein Rosalía El Guincho Williams Rompiendo Tainy Uzowuru Halm Jorge Luis Delmonte [b] | 2:40    |  |
| 15.                       | "Como un G"                             | R. Vila Tobella                  | R. Vila Tobella Feeney M1SHKA Litherland Díaz-Reixa Goldstein D. Rodríguez                                                              | Frank Dukes Rosalía Blake El Guincho Goldstein Patrice                                     | 4:22    |  |
| 16.                       | "Thank Yu :)"                           | R. Vila Tobella                  | R. Vila Tobella | Rosalía                                                                                    | 0:34    |  |
| 17.                       | "Despechá"                              | R. Vila Tobella                  | R. Vila Tobella Carlos Ortiz D. Rodríguez Juan Rivera Nino Segarra Goldstein Dylan Patrice                                              | Rosalía Chris Jedi Gaby música Goldstein Sir Dylan                                         | 2:36    |  |
| 18.                       | "Candy" (Remix; com Chencho Corleone)   | R. Vila Tobella Chencho Corleone | R. Vila Tobella Díaz-Reixa Feeney Güneşberk D. Rodríguez Bevan LaShawn Daniels Fred Jerkins III Rodney Jerkins William Ray Norwood, Jr. | Rosalía El Guincho Frank Dukes Goldstein Uzowuru Tainy                                     | 3:24    |  |
| 19.                       | "La Fama" (Live en el Palau Sant Jordi) |                                  | |                                                                                            | 3:46    |  |
| 20.                       | "Aislamiento"                           | R. Vila Tobella                  | R. Vila Tobella Díaz-Reixa Goldstein Teo Halm D. Rodríguez Wiggins Terius Gesteelde-Diamant                                             | Rosalía Goldstein Patrice El Guincho                                                       | 3:26    |  |
| 21.                       | "La Kilié"                              | R. Vila Tobella                  | R. Vila Tobella Díaz-Reixa Gabriel do Borel Teo Halm D. Rodríguez Rita Indiana Uzowuru                                                  | Rosalía Teo Halm El Guincho Uzowuru                                                        | 2:11    |  |
| 22.                       | "LAX"                                   | R. Vila Tobella                  | R. Vila Tobella Díaz-Reixa Teo Halm D. Rodríguez Uzowuru                                                                                | Rosalía Teo Halm Uzowuru                                                                   | 1:29    |  |
| 23.                       | "Chiri"                                 | R. Vila Tobella                  | R. Vila Tobella Alejandro Ramírez Suarez Ana Cortés Bustamante D. Rodríguez Wiggins Salvador Andrades Santiago                          | Rosalía Goldstein Patrice                                                                  | 2:00    |  |
| 24.                       | "Sakura"                                | R. Vila Tobella                  | R. Vila Tobella Goldstein D. Rodríguez                                                                                                  | Rosalía Goldstein D. Rodríguez                                                             | 3:21    |  |
| Duração total:            | Duração total:                          | Duração total:                   | Duração total: | Duração total:                                                                             | 61:43   |  |

Notas
- Todas as faixas são estilizadas em letras maiúsculas.
- "Saoko" contém interpolação de "Saoco" (2004) de Wisin e Daddy Yankee.[3]
- "Candy" contém interpolação de "Archangel", interpretada por Burial. "Archangel" contém uma amostra de "One Wish", interpretada por Ray J.
- "Delirio de Grandeza" contém interpolação de "Delirio de Grandeza", escrita por Carlos Querol e interpretada por Justo Betancourt; e contém interpolação de "Delirious", escrita por James W. Manning e interpretada por Vistoso Bosses com participação de Soulja Boy Tell 'Em.
- "Cuuuuuuuuuute" contém interpolação de "Counting to 28", escrita por So Y Tiet.
- "La Kilié" contém interpolação de "Passinho do Volante" interpretada por MC Federado & Os Leleks.

## Prêmios e indicações
Motomami recebeu o prêmio de Melhor Álbum de Rock Latino ou Alternativo no 65º Grammy Awards. No entanto, sua ausência na categoria de Álbum do Ano foi considerada uma "ausência flagrante que mostra que a Academia de Gravação ainda tem muito a aprender sobre música em outros idiomas" por Brittany Spanos da Rolling Stone. Outros meios de comunicação consideraram a surpreendente ausência como uma "esnoba" também, incluindo The New York Times, Yahoo! Entretenimento, e revista W.
| Ano  | Premiação                    | Categoria                                  | Resultado | Ref.   |
| ---- | ---------------------------- | ------------------------------------------ | --------- | ------ |
| 2022 | Premios Juventud             | Álbum do Ano                               | Indicado  | [ 54 ] |
| 2022 | Premios Tu Música Urbano     | Álbum Feminino do Ano                      | Indicado  | [ 55 ] |
| 2022 | Billboard Latin Music Awards | Álbum pop latino do ano                    | Venceu    | [ 56 ] |
| 2022 | Grammy Latino                | Álbum do Ano                               | Venceu    | [ 57 ] |
| 2022 | Grammy Latino                | Melhor Álbum de Música Alternativa         | Venceu    | [ 57 ] |
| 2022 | Grammy Latino                | Melhor Engenharia de Álbum                 | Venceu    | [ 57 ] |
| 2022 | Grammy Latino                | Melhor Design de Capa                      | Venceu    | [ 57 ] |
| 2022 | American Music Awards        | Álbum Latino Favorito                      | Indicado  | [ 58 ] |
| 2023 | Grammy Awards                | Melhor Álbum de Rock Latino ou Alternativo | Venceu    | [ 59 ] |
| 2023 | Premio Lo Nuestro            | Álbum do Ano                               | Indicado  | [ 60 ] |
| 2023 | Premio Lo Nuestro            | Turnê do Ano                               | Indicado  | [ 60 ] |
| 2023 | Premio Lo Nuestro            | Álbum do Ano - Urbano                      | Indicado  | [ 60 ] |
| 2023 | Latin American Music Awards  | Álbum do Ano                               | Indicado  | [ 61 ] |
| 2023 | Latin American Music Awards  | Melhor álbum pop                           | Venceu    | [ 61 ] |

## Desempenho nas tabelas musicais
| Tabela musical (2022)                 | Melhor posição |
| ------------------------------------- | -------------- |
| Alemanha (Offizielle Deutsche Charts) | 28             |
| Austrália (ARIA)                      | 2              |
| Áustria (Ö3 Austria Top 40)           | 18             |
| Bélgica (Ultratop Flandres)           | 3              |
| Bélgica (Ultratop Valônia)            | 17             |
| Canadá (Billboard)                    | 50             |
| 39                                    |                |
| Croácia (HDU)                         | 35             |
| Escócia (Official Scottish Albums)    | 86             |
| Eslováquia (ČNS IFPI)                 | 55             |
| Espanha (PROMUSICAE)                  | 1              |
| França (SNEP)                         | 15             |
| Irlanda (IRMA)                        | 43             |
| Itália (FIMI)                         | 24             |
| Lituânia (AGATA)                      | 43             |
| Noruega (VG-lista)                    | 40             |
| Países Baixos (Dutch Charts)          | 12             |
| Portugal (AFP)                        | 1              |
| Reino Unido (Official Albums Chart)   | 42             |
| Suíça (Schweizer Hitparade)           | 6              |
| Uruguai (CUD)                         | 11             |

| Tabela musical (2022)       | Posição |
| --------------------------- | ------- |
| Bélgica (Ultratop Flanders) | 108     |
| Bélgica (Ultratop Wallonia) | 94      |
| Espanha (PROMUSICAE)        | 2       |
| França (SNEP)               | 53      |
| Itália (FIMI)               | 86      |
| Portugal (AFP)              | 15      |
| Suíça (Schweizer Hitparade) | 85      |

## Certificações
| Região                                                                                             | Certificação | Vendas   |
| -------------------------------------------------------------------------------------------------- | ------------ | -------- |
| Brasil (Pro-Música Brasil)                                                                         | Platina      | 40,000*  |
| Espanha (PROMUSICAE)                                                                               | 2× Platina   | 80,000^  |
| França (SNEP)                                                                                      | Ouro         | 50,000*  |
| Itália (FIMI)                                                                                      | Ouro         | 25,000*  |
| México (AMPROFON)                                                                                  | Platina      | 140,000^ |
| *números de vendas baseados somente na certificação ^distribuições baseadas apenas na certificação |              |          |

| Região                                                                                             | Certificação | Vendas  |
| -------------------------------------------------------------------------------------------------- | ------------ | ------- |
| Brasil (Pro-Música Brasil)                                                                         | Ouro         | 20,000* |
| *números de vendas baseados somente na certificação ^distribuições baseadas apenas na certificação |              |         |

## Histórico de lançamento
| Região         | Data                  | Formato(s)                    | Versão | Gravadora        | Ref.          |
| -------------- | --------------------- | ----------------------------- | ------ | ---------------- | ------------- |
| Mundo          | 18 de março de 2022   | CD Download digital streaming | Padrão | Columbia Records |               |
| Espanha        | 18 de março de 2022   | Disco de vinil                | Padrão | Columbia Records |               |
| Europa         | 13 de maio 2022       | Disco de vinil                | Padrão | Columbia Records | [ 95 ] [ 96 ] |
| Estados Unidos | 15 de julho de 2022   | Disco de vinil                | Padrão | Columbia Records |               |
| Mundo          | 9 de setembro de 2022 | Download digital streaming    | Deluxe | Columbia Records | [ 97 ]        |